# Jourhaus (KZ Dachau)

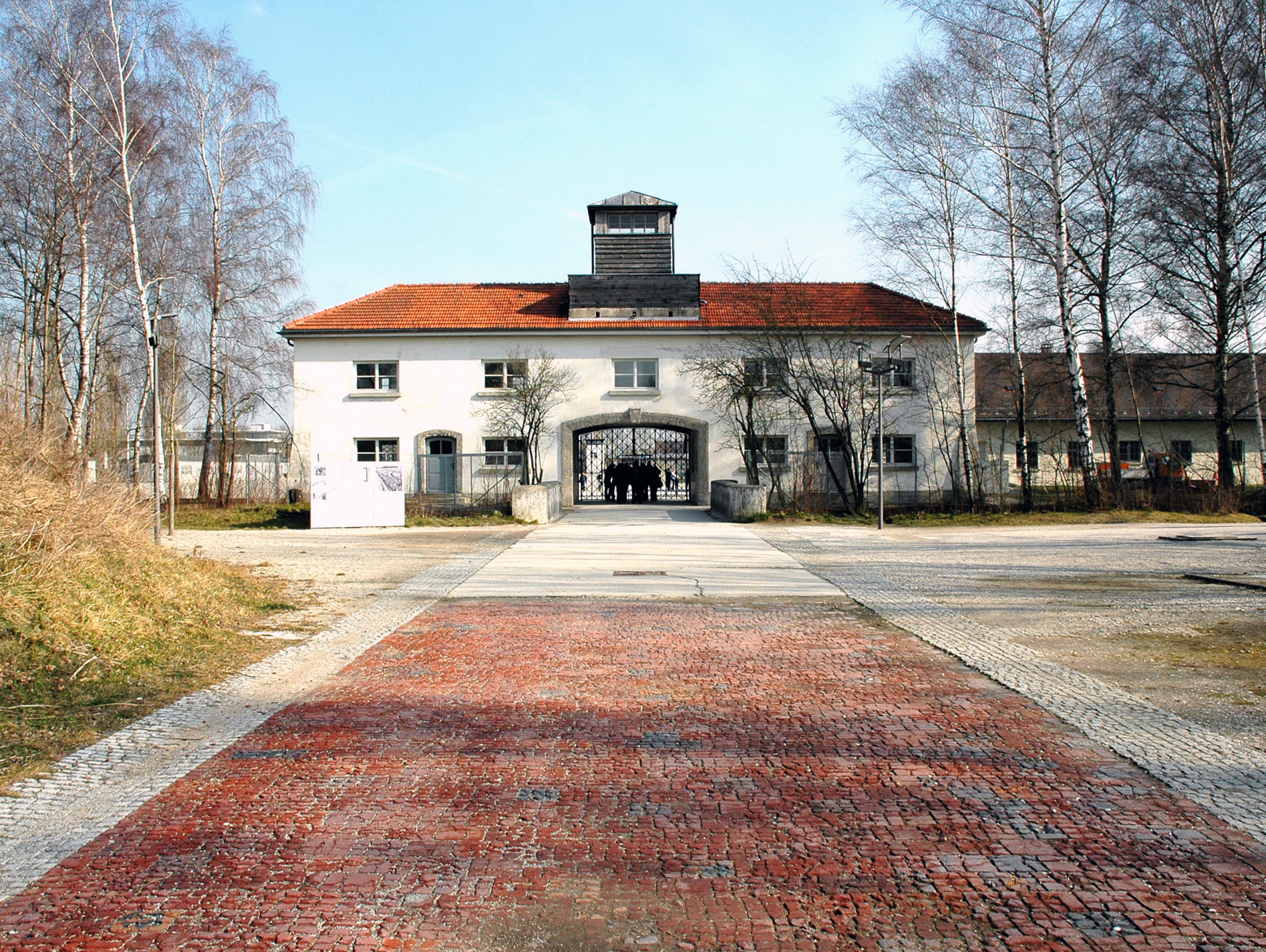
Jourhaus, das Gebäude mit dem einzigen Eingang zum Häftlingsbereich (Originalgebäude)

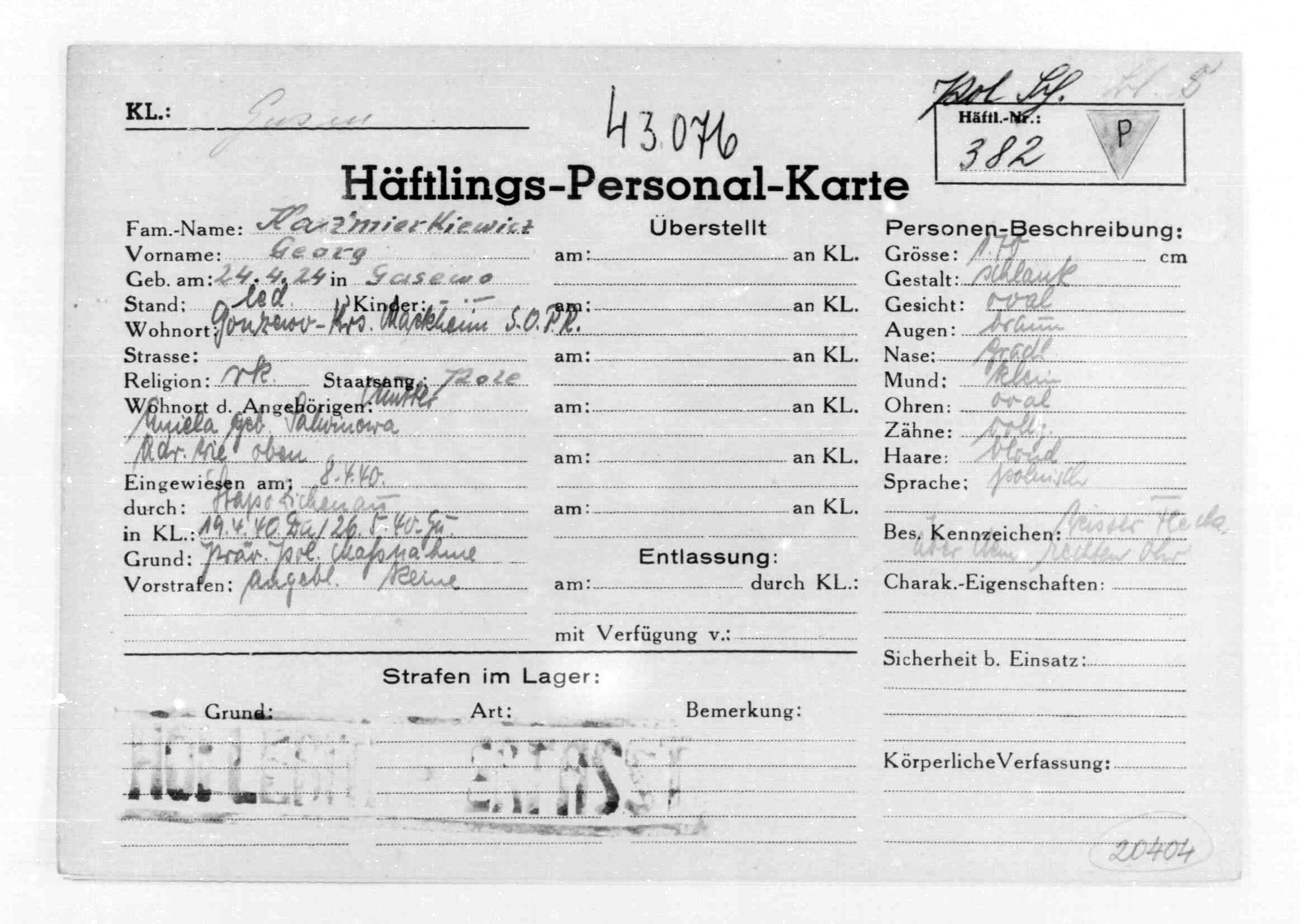
Häftlings-Karteikarte, bei der Aufnahme ins Lager angelegt

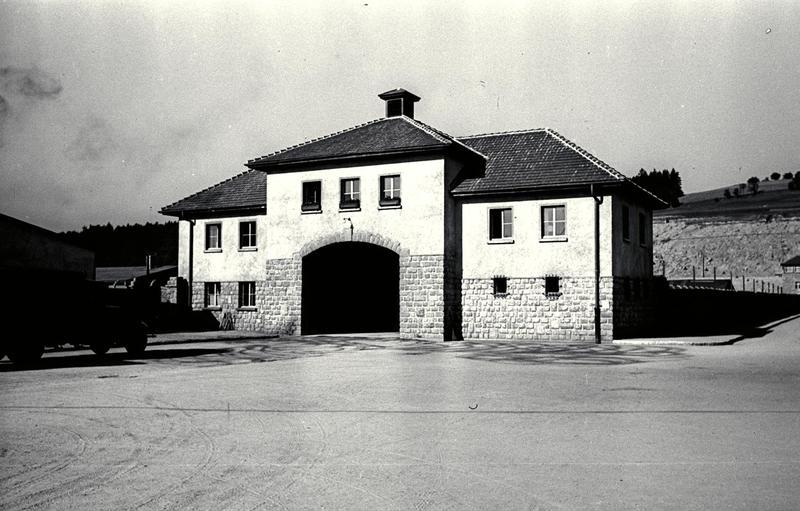
Jourhaus, das Eingangsgebäude zum KL Gusen I

Das Jourhaus war ein Gebäude im Häftlingsbereich des Konzentrationslagers Dachau und ist heute der Eingang zur Gedenkstätte. Der Name Jour ist hergeleitet von „Jourdienst“ = Tagesdienst (von französisch jour Tag).

## Geschichte
1933 waren Häftlinge noch in Gebäuden der alten Munitionsfabrik untergebracht. Vier Jahre später ließ die SS den neuen, großen Häftlingsbereich zwischen der Würm und der Alten Römerstraße mit den symmetrisch angeordneten Holzbaracken anlegen und mit Zäunen eingrenzen. Auch das Jourhaus wurde 1937 erbaut. Es war das einzige Durchgangsgebäude vom SS-Gelände zum Häftlingsgelände. Im Jourhaus befanden sich Wachräume der SS, die den Durchgang bewachte. Auch einige Diensträume der Lagerverwaltung waren im Gebäude (Lager-Gestapo, Schutzhaftlagerführer, Block- und Rapportführer). Nachts befand sich die SS auf den Türmen und im Jourhaus, nur an manchen Tagen kontrollierte sie nachts die Wohnbaracken.
Das Jourhaus war der einzige Zugang zum neuen Häftlingsgelände. Neu eintreffende Gefangene durchliefen hier die Aufnahmeprozedur des Lagers.
Bei propagandistischen Besichtigungsbesuchen, die bis ins Jahr 1938 stattfanden, durchschritten Besucher das Tor mit der Aufschrift „Arbeit macht frei“. Die Häftlinge des Arbeitskommandos Krematorium mussten durch dieses Gebäude, um Verstorbene vom Häftlingsgelände zum Krematorium zu bringen, das sich auf SS-Gelände befand.
Bei der Befreiung des Lagers am 29. April 1945 betraten US-amerikanische Truppen zuerst das SS-Gelände. Anschließend gelangten sie zum Jourhaus und beschossen es. In den Wachtürmen war eine weiße Fahne gehisst. Dann wurde das Häftlingslager befreit. Später kam es zur Frage, wer das Häftlingslager zuerst betreten hatte, vgl. Marguerite Higgins, bzw. welche amerikanische Einheit das Konzentrationslager letztlich befreit hatte.
Auch das Konzentrationslager Gusen I hatte ein Eingangsgebäude, das den Namen Jourhaus trug und ähnlich, wenn auch etwas kleiner, gestaltet war.
In der Nacht zum 2. November 2014 wurde die historische Eingangstür durch das zentrale, etwa sechs Meter breite Gittertor im Dachauer Jourhaus von unbekannten Tätern gestohlen. Die Tür enthält die 1972 rekonstruierten Lettern „Arbeit macht frei“. Gut zwei Jahre später, am 2. Dezember 2016, wurde die schmiedeeiserne Tür nach norwegischen Polizeiangaben in der Stadt Bergen in Westnorwegen wiedergefunden. Am 22. Februar 2017 wurde die Tür nach Dachau zurücktransportiert. Sie wird künftig in der Dauerausstellung des Museums in einer alarmgesicherten und klimatisierten Vitrine zu sehen sein.